# Vaso de Hedwig
Los vasos de Hedwig o tazas de Hedwig son un tipo de vaso de cristal originarios de Oriente Medio o la Sicilia normanda y que datan de los siglos X-XII. Reciben su nombre, Hedwig (Eduvigis) por la princesa silesia Santa Eduvigis (1174-1245), pues es tradición creer que tres de ellos le pertenecieron. Hasta la fecha, se conocen 14 vasos enteros. El origen exacto de estos objetos de cristal es disputado, habiéndose sugerido como posible origen Egipto, Irán y Siria; si no son de manufactura islámica ciertamente los influye la vidrio islámico. Probablemente elaborados por artesanos musulmanes, parte de la iconografía es cristiana, sugiriendo que puede que se elaboraran para la exportación o para clientes cristianos. La hipótesis de que en lugar de eso son originarios de la Sicilia normanda en el siglo XI fue establecida en un libro del año 2005 por Rosemarie Lierke, y ha obtenido cierto apoyo entre los especialistas.

## Diseño
Todos los 14 vasos o cristales de Hedwig que se conocen hasta la fecha, más o menos tienen la misma forma: rechonchos, de paredes gruesas y de lados rectos con una pestaña alrededor de la base. Tienen una altura de alrededor de 14 cm y un diámetro de casi 14 cm. Todos menos uno están ricamente decorados con relieves cortados a rueda con detalles en sombreado.
Los vases son en su mayor parte de un color metálico ahumado con un par de ellos verdosos o amarillentos. Las decoraciones pertenecen a uno de estos dos estilos: cuatro tienen decoraciones abstractas derivadas del Estilo C de Samarra; otros ocho decoraciones zoomorfas de leones grifos y águilas y palmetas.
Probablemente se hicieron imitando los vasos tallados en cristal de roca hechos en el Egipto fatimí bastante antes, que eran objetos de gran lujo en la Edad Media, y también que sobre todo han sobrevivido en tesoros eclesiásticos.  Un ejemplo se puede ver en el Tesoro de la Basílica de San Marcos en Venecia, que también posee un aguamanil en cristal de roca del mismo estilo. Una serie de vasos fueron convertidos en relicario, o, en un caso, en cáliz, durante la Edad Media, con la adición del trabajo de orfebrería, incluidos los de Namur, Cracovia y Halberstadt (ver más abajo). Lierke sugiere que las muescas en las bases de muchos indican que originalmente se les dieron otros arreglos metalúrgicos, tal vez como cálices, pero ninguno de estos ha sobrevivido. Siete de los vasos Hedwig conocidos tienen monturas de metal de los siglos XIII al XV.

## Distribución
Los cristales Hedwig eran claramente objetos de alto estatus. Según Ettinghausen y Grabar, que escribieron en 1987, hasta la fecha no hay ejemplos de este tipo de cristal en Oriente Próximo: «todas las piezas que se conservan proceden de los tesoros de iglesias y casas nobles occidentales». Pequeños fragmentos de vasos rotos se han encontrado en excavaciones. Lo mismo que muchos otros objetos medievales conservados en la Europa medieval, se pensaba que eran más antiguos que lo que son en realidad. El cáliz o copa de Ámsterdam tiene la siguiente inscripción: «Alsz diesz glas war alt tausent jahr Es Pfalzgraf Ludwig Philipsen verehret war: 1643», o sea, «Cuando este vaso tenía mil años de edad, fue entregado a Luis Felipe, conde palatino: 1643»).
Para el año 2009, se conocen 14 vasos Hedwig completos y 10 fragmentos adicionales.

### Lista completa
- Museo Británico, Londres, Reino Unido. Sala 34.  BM Ref ME OA 1959.4-14.1, adquirido en 1959, donación de P T Brooke Sewell.[3][9]
- Rijksmuseum, Ámsterdam, Países Bajos. Ref BK-NM-712.
- Corning Museum of Glass, Corning (Nueva York), EE. UU.[10]
- Germanisches Nationalmuseum, Nuremberg, Alemania.[11]
- Veste Coburg (Art Collections (Kunstsammlungen)), Coburg, Alemania.[1]
- Catedral de Minden, Alemania.[1]
- Museo del castillo de Friedenstein, Gotha, Alemania.[12]
- Catedral de Halberstadt, Alemania.[12]
- Catedral de Cracovia, Polonia.[2][13]
- Museo de Breslavia (antigua Breslau), Polonia.[14]
- La abadía de las Soeurs de Notre-Dame de Oignies, Namur, Bélgica (dos ejemplos aquí).[12]

### Fragmentos

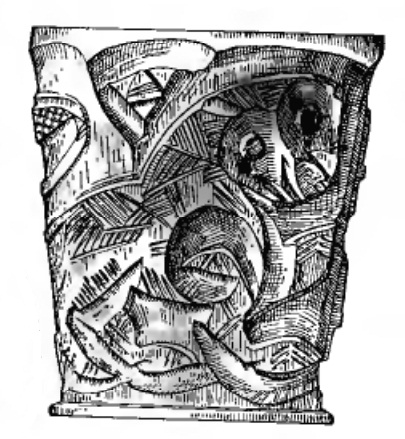
Fragmento de Navahrudak, Bielorrusia

- Fragmento de Bommersheim, Alemania.[2][15]
- Fragmento de Gotinga, Alemania (excavado en Ritterplan, el lugar del castillo destruido en el centro de la ciudad).[2]
- Fragmento de Navahrudak, Bielorrusia.[16]
- Tres fragmentos de Hilpoltstein, Alemania.[2][17]
- Dos fragmentos de Weinsberg, Alemania.[6]
- Fragmento en el Museo de Historia de Budapest, Hungría, excavado del antiguo castillo real de allí. Inv. No 52.276.[2]
- Fragmento excavado en Brno (anteriormente Bruenn), República checa.[2][18]
- Fragmento del Suroeste de Rusia.[14]
- Un vaso casi completo de Nysa (anteriormente Neissen), Muzeum w Nysie, Polonia.[19][20]

El ejemplo del Museo Británico es un objeto «selecto» y fue elegido como el objeto n.º 57 en la serie A History of the World in 100 Objects, por el director del Museo Británico Neil MacGregor y retransmitido en BBC Radio 4 en 2010.

## Para saber más
- Allen, E. N., The Hedwig Glasses, A Survey, 1987, Hyatsville, Maryland.
- Brend, B., 1991, Islamic Art London, The British Museum Press
- Carboni, Stefano; Whitehouse, David (2001). Glass of the sultans. New York: The Metropolitan Museum of Art. ISBN 0870999869.
- Hayward Gallery, 1976, The Arts of Islam London/Hayward Gallery, Arts Council of Great Britain  page 141
- Husband, Timothy B., 2009, "The Asseburg-Hedwig Glass Re-emerges"  The Four Modes of Seeing: Approaches to Medieval Imagery in Honor of Madeline Harrison Caviness, edited by Evelyn Staudinger Lane, Elizabeth Carson Pastan, and Ellen M. Shortell, pp. 44–62. Burlington, Vt.: Ashgate, 2009.
- Lierke, Rosemarie. Die Hedwigsbecher – das normannisch- sizilische Erbe der staufischen Kaiser, 2005, F. Rutzen Verlag, Mainz/Ruhpolding, ISBN 3-938646-04-7
- Shalem, Avinoam, 1998, Islam Christianized: Islamic portable objects in the medieval church treasuries of the Latin West Volume 7 of Ars faciendi
- Tait, H. (ed.), 1991, Five Thousand Years of Glass London: The British Museum Press